# علی بن فضاح
علی بن فضاح (انگلیسی: Ali Benfadah; ۱۰ ژانویهٔ ۱۹۳۵ – ۲ دسامبر ۱۹۹۳) بازیکن و مربی فوتبال اهل الجزایر بود.
از باشگاه‌هایی که در آن بازی کرده‌است می‌توان به باشگاه فوتبال آنژه و باشگاه فوتبال مولودیه الجزایر اشاره کرد.
وی همچنین در تیم ملی فوتبال الجزایر بازی کرده‌است.